# De Weichs de Wenne

Geslachtswapen Nederland (1816)

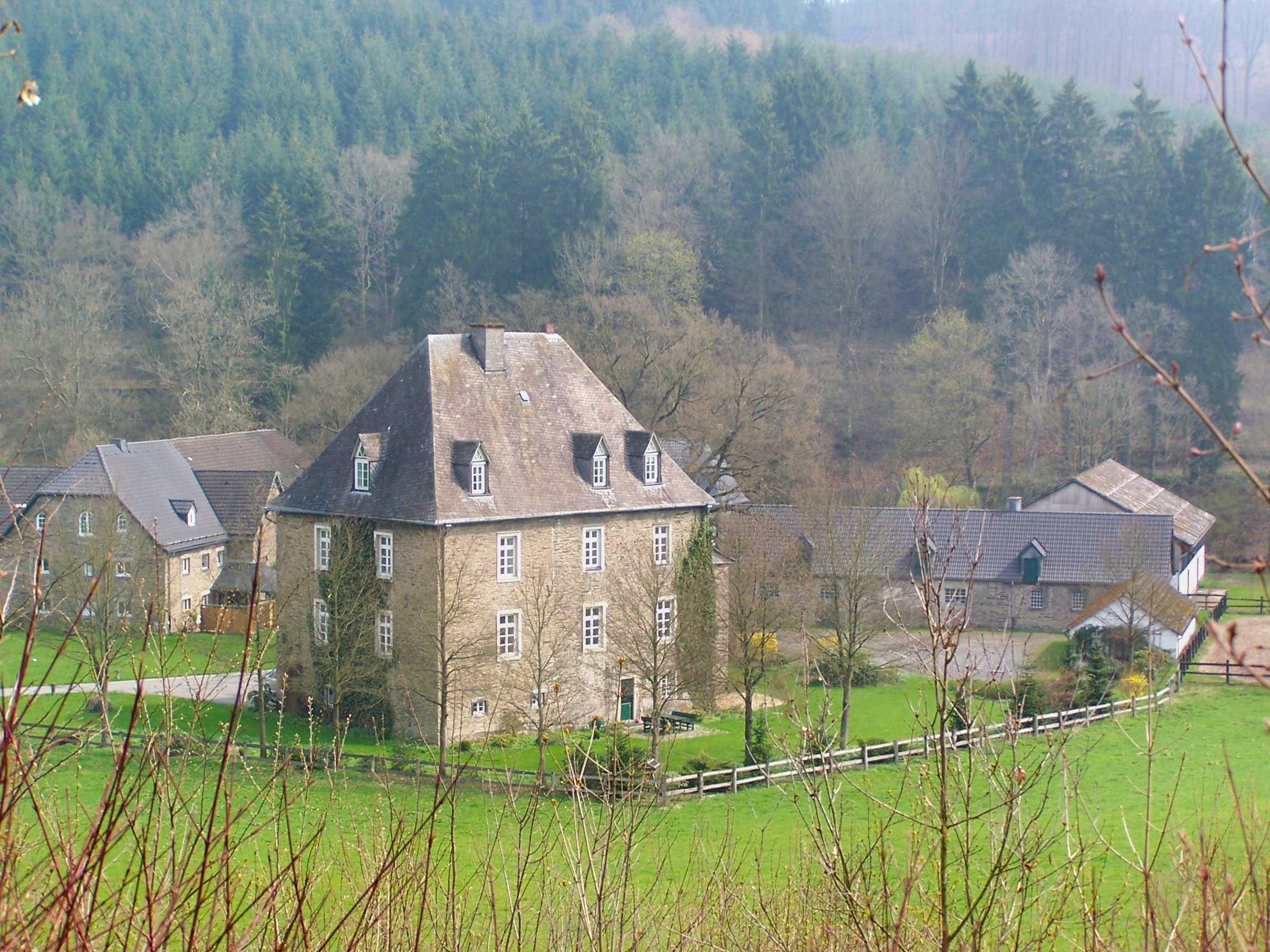
Huis Wenne

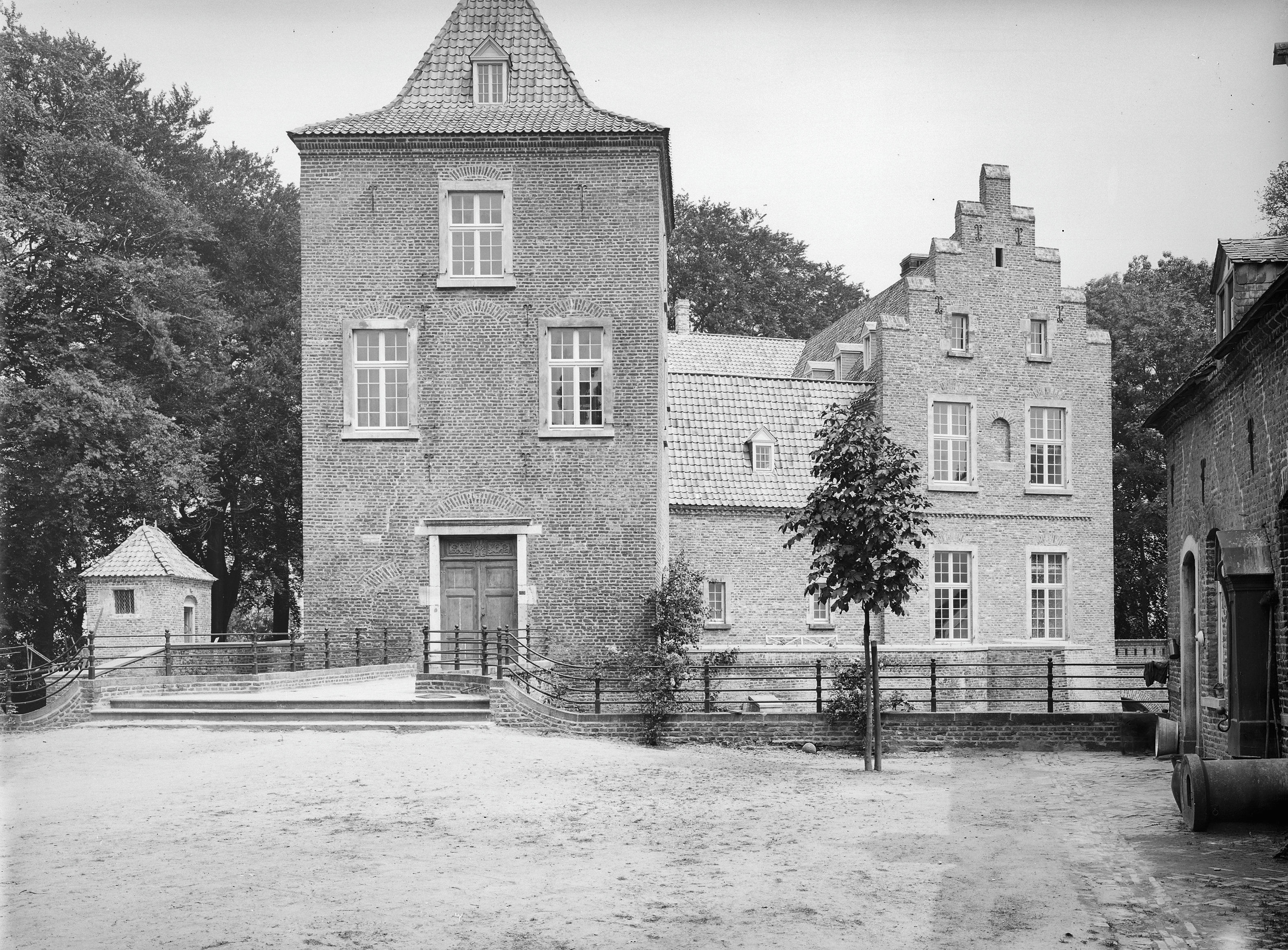
Kasteel Geijsteren na de herbouw in 1918

De Weichs de Wenne (Duits: Von und zu Weichs an der Glon en: Von Weichs zur Wenne) is een van oorsprong uit Beieren afkomstig geslacht waarvan leden sinds 1816 tot de Nederlandse adel behoren.

## Geschiedenis
De stamreeks begint met Paul von Weichs, rentmeester te Ottenburg die rond 1450 overleed. Hij had twee zonen die de stamvaders werden van de twee onderscheiden linies. De eerste linie, waarvan een telg in 1623 als Beiers Freiherr werd erkend, is met de Oostenrijkse ambassadeur dr. Clemens Freiherr von und zu Weichs an der Glon (1917-1989) in mannelijke lijn uitgestorven; de jongste telg hiervan is dr. Maria Freiin von und zu Weichs an der Glon (1965), in 2002 met haar moeder bewoonster van Schloss Achleiten in Strengberg.
In 1636 werd Gaudenz von Weichs (1595-1641), telg uit de tweede linie, bevestigd in de titel van des H.R.Reichsfreiherr; hij is de stamvader van alle levende mannelijke telgen, onder wie zij die tot de Nederlandse tak worden gerekend. Zijn zoon Ignatius Engelhart Gaudenz Reichsfreiherr von Weichs (1629-1693) trouwde in 1660 met Maria Margaretha von Rump zur Wenne (1628-1667), dochter van de heer van Wenne en Reiste, waardoor het goed Wenne in de familie kwam en leden later de familienaam Von Weichs zur Wenne gingen voeren. Een nazaat, Kaspar Karl Ferdinand Anton Franz de Weichs de Wenne (1777-1850) trouwde in 1806 met Maria Anna Luise Friederike Johanna Sybille des H.R.Rijksgravin von und zu Hoensbroech, vrouwe van Geijsteren en Spraland (1774-1846) waardoor het kasteel Geijsteren in de familie De Weichs de Wenne kwam, die het nog steeds bezit. Bij Koninklijk Besluit van 16 februari 1816 werd laatstgenoemde De Weichs de Wenne benoemd in de ridderschap van Limburg met homologatie van de titel van baron.
Het hoofd van het geslacht woont op het stamhuis Wenne in Duitsland. Alle afstammelingen van de in de Nederlandse adel opgenomen stamvader behoren officieel tevens tot de Nederlandse adel maar de Duitse telgen zijn niet opgenomen in het Nederland's Adelsboek.
In 2012 waren er nog drie telgen van de zogenaamde Nederlandse tak in leven, de laatste geboren in 2004; in 2017 overleed de toenmalige chef de famille van de Nederlandse tak waarna hij als zodanig werd opgevolgd door zijn enige zoon.

## Enkele telgen
Kaspar Karl Ferdinand Anton Franz baron de Weichs de Wenne, heer van Geijsteren en Spraland (1777-1850), lid van de Vergadering van Notabelen, lid provinciale staten van Limburg
- Mr. Clemens Maria Alexander Augustinus Wenzeslaus Nereus baron de Weichs de Wenne, heer van Wenne, Geysteren, Spraland enz. (1807-1893), burgemeester van Wanssum, lid provinciale staten van Limburg, lid van de Tweede Kamer
  - Caspar Maximilian Antonius Maria Hubertus Philomena Simeon baron de Weichs de Wenne, heer van Wenne, Geysteren en Spraland (1845-1915), lid gemeenteraad en wethouder van Wanssum
    - Clemens Freiherr (Nederlands baron) von Weichs zur Wenne, heer van Wenne en Reiste (1882-1952), ritmeester
      - Dr. Engelhart Freiherr (Nederlands baron) von Weichs zur Wenne (1910-1989), archivaris
        - Georg Freiherr (Nederlands baron) von Weichs zur Wenne, heer van Wenne (1946), land- en bosbouwer, bewoner van Haus Wenne en chef de famille
          - Markus Freiherr (Nederlands baron) von Weichs zur Wenne (1980), vermoedelijke opvolger als chef de famille

    - Joseph Maria Hubertus Franciscus Johannes baron de Weichs de Wenne, heer van Geysteren en Spraland (1888-1965), burgemeester van Wanssum en van Meerlo, lid provinciale staten van Limburg, kamerheer i.b.d. van de koninginnen Wilhelmina en Juliana
      - Elisabeth Maria Jacoba barones de Weichs de Wenne (1926-2010); trouwde in 1951 met jhr. mr. Alphons Marie Willem Paul Michiels van Kessenich (1924-2010), lid van de familie Michiels
        - Jhr. Floris Willem Marie Michiels van Kessenich (1957-1991), journalist en homoactivist

      - Caspar Wilbert Joseph baron de Weichs de Wenne, heer van Geysteren en Spraland (1934-2017), lid gemeenteraad van Wanssum, lid van de Hoge Raad van Adel, bewoner van kasteel en landgoed Geijsteren
        - Drs. Joost Frans Reinier baron de Weichs de Wenne (1966), interim-manager, trouwde in 2002 met Jessica Martina Huberta Jurgens BA (1968), lid van de familie Jurgens en dochter van prof. mr. Erik Jurgens (1935), lid van de Tweede Kamer en van de Eerste Kamer
          - Casper Erik Joost baron de Weichs de Wenne (2004)

  - Franziskus Freiherr (Nederlands baron) von Weichs zur Wenne, heer van Bladenhorst (1846-1919), met talrijk nageslacht in 2002
  - Maria Johanna Theresia Josepha Huberta barones de Weichs de Wenne (1851-1930); trouwde in 1890 met Josephus Ernestus Hubertus Wilhelmus (Ernest) baron d'Olne (1848-1891), lid van de Tweede Kamer